# Donald O’Brien
Donald O’Brien (eigentlich Donal Timothee O’Brien; * 15. September 1930 in Pau; † 23. April 2018 in Andernos-les-Bains) war ein irisch-französischer Schauspieler.

## Leben
O’Brien wurde als Sohn eines Iren, der in der US-Kavallerie diente, in Frankreich geboren. Während des Zweiten Weltkrieges zog seine Familie nach Irland, wo er seinen Schulabschluss machte. Nach der Ausbildung zum Schauspieler war seine erste Station das Gate Theatre in Dublin; Erfolge blieben jedoch aus, und O’Brien ging nach Frankreich, wo er für die US-Armee arbeitete. Dort wurde er 1953 für Anatole Litvaks An act of love entdeckt – der Drehbuchautor war mit seiner Schwester verheiratet. 1966 führte ihn sein Weg nach Italien, wo er als Darsteller in Italowestern und Actionfilmen eingesetzt wurde. Im Jahr 1980 wurde er Opfer eines schweren Heimunfalls, in dessen Folge er eine bleibende Gehbehinderung erlitt.
Seine überdurchschnittliche Größe und sein markantes Gesicht ließen ihn oft die Rolle des bedrohlichen Bösewichtes übernehmen. O’Brien setzte sich aufgrund seiner eigenen Geschichte zeit seines Lebens für Alkoholabhängige ein.

## Filmografie (Auswahl)
- 1960: Dynamit Jack (Dynamite Jack)
- 1964: Der Zug (The Train)
- 1964: Dünkirchen, 2. Juni 1940 (Week-end à Zuydcoote)
- 1965: Ganoven rechnen ab (La Métamorphose des cloportes)
- 1965: Geheimpaß – Agent K8 (Passeport diplomatique – Agent K8)
- 1965: Grüße an die Mafia (Je vous salue mafia)
- 1966: Grand Prix (Grand Prix)
- 1967: Die Nacht der Generäle (The Night of the Generals)
- 1968: Lauf um dein Leben (Corri uomo corri)
- 1971: Quelle sporche anime dannate
- 1971: Lo sceriffo di Rockspring
- 1971: Il tredicesimo è sempre Giudà
- 1971: Unerbittlich bis ins Grab (Se t’incontro t'ammazzo)
- 1972: Ein Halleluja für zwei linke Brüder (Jesse & Lester due fratelli in un posto chiamata Trinità)
- 1972: Nur der Colt war sein Gott (La colt era il suo Dio)
- 1973: …altrimenti vi ammucchiamo
- 1973: Il giustiziere di Dio
- 1973: Zahl und stirb (Sei bounty killers per una strage)
- 1974: Die Teufelsschlucht der wilden Wölfe (Il ritorno di Zanna Bianca)
- 1975: Verdammt zu leben – verdammt zu sterben (I quattro dell’apocalisse)
- 1975: Wolfsblut greift ein (Zanna Bianca alla riscossa)
- 1976: Keoma – Das Lied des Todes (Keoma)
- 1977: Mannaja – Das Beil des Todes (Mannaja)
- 1977: Nackt unter Kannibalen (Emanuelle e gli ultimi cannibali)
- 1977: Schieß Du … Ich hol’ Verpflegung (Kakkientruppen)
- 1977: Yeti – Der Schneemensch kommt (Yeti: il gigante del 20° secolo)
- 1978: Die Aasgeier kommen – Killer Mission (Duri a morire)
- 1978: Ein Haufen verwegener Hunde (Quel maledetto treno blindato)
- 1980: Flying Sex – Die kessen Stewardessen (Sesso profondo)
- 1980: Zombies unter Kannibalen (Zombi Holocaust)
- 1983: 2020 – Texas Gladiators (Anno 2020 – I gladiatori del futuro)
- 1984: Die Schlacht der Centurions (I guerrieri dell'anno 2072)
- 1985: Paco – Kampfmaschine des Todes (Vendetta dal futuro)
- 1986: Der Name der Rose
- 1988: Ghosthouse (La Casa 3)
- 1990: Troll 3 (Quest for the Mighty Sword)
- 1990: Ich kämpfe um meine Söhne (Un bambino in fuga) (Fernseh-Miniserie)
- 1992: Frankenstein 2000 (Ritorno dalla morte)
- 1993: Zeffirellis Spatz (Storia di una capinera)